# Antoine Thomson d'Abbadie
Antoine Thomson d'Abbadie d'Arrast (Dublín, Irlanda, 3 de enero de 1810 - París, Francia 20 de marzo de 1897), fue un explorador, geógrafo, numismático y astrónomo francés, particularmente famoso por sus viajes a Etiopía durante la primera mitad del siglo XIX. Fue también destacado promotor de la cultura vasca. 

## Biografía
De padre vascofrancés, de apellidos Abbadie Ürrüxtoi /o Arrast, en francés), del territorio de Sola y madre irlandesa, nació en Dublín, como su hermano menor Arnaud Michel d'Abbadie. La familia se trasladó a Francia en 1818 y los dos hermanos recibieron una sólida formación científica. Cabe señalar que, su apellido Abbadie es una forma afrancesada del apellido Abadía, usado por Antoine en sus textos en euskera, que tiene su origen en la casa Abdia de Ürrüxtoi / Arrast, situada enfrente de la iglesia parroquial de dicha localidad.
En 1835 la Academia de las Ciencias Francesa lo envió a Brasil para una expedición científica. Los resultados fueron publicados mucho más tarde, en 1873, con el título de Observations relatives à la physique du globe faites au Bresil et en Éthiopie. El joven Antoine pasó un tiempo en Argelia antes de partir en 1837 con su hermano menor a Etiopía, desembarcando en febrero de 1838 en Massawa.
Visitó junto a su hermano diversas partes de Etiopía, incluidas las zonas poco conocidas de Ennarea y Kaffa, en los territorios de los galla. Unas veces viajaban juntos, mientras que otras lo hacían separados. Ambos encontraron muchas dificultades y también muchas aventuras, y estuvieron implicados en intrigas políticas, especialmente Antoine, que ejercitaba su influencia en favor de Francia y de los misioneros católicos. Después de haber recogido muchas e importantes informaciones sobre la geografía, geología, arqueología, cartografía e historia natural de Etiopía, además de diversas noticias sobre las etnias que allí vivían, incluidos estudios sobre sus lenguas y costumbres, los hermanos regresaron a Francia en 1848 y comenzaron a organizar todo su material para su publicación.
Antoine estuvo implicado en una serie de controversias relacionadas con sus resultados geográficos. En particular fue criticado por Charles Tilstone Beke, que atacó su credibilidad, especialmente con respecto al viaje a Kana. Sin embargo, el tiempo y las investigaciones de los exploradores sucesivos han mostrado que Abbadie era digno de fe en cuanto a los hechos, aunque estaba equivocado en la conclusión, fuertemente puesta en duda por Beke, de que el Nilo Azul fuese la rama principal.
Los resultados topográficos de sus exploraciones se publicaron en París entre 1860 y 1873 en Géodésie d'Éthiopie, con todas las informaciones más importantes, ilustradas con diez mapas.
Del libro Géographie de l’Éthiopie (París, 1890) fue publicado solo el primer volumen. En Un Catalogue raisonné de manuscrits éthiopiens (París, 1859) se encuentra la descripción de 234 manuscritos etíopes recogidos por Abbadie. Recopiló también diversos vocabularios, incluido un Dictionnaire de la langue amariñña (París, 1881), y preparó una edición del Hermas de Roma, con la versión en latín, en 1860.
Abbadie publicó numerosos trabajos sobre la geografía de Etiopía, sobre las monedas etíopes y sobre las antiguas inscripciones. Con el título de Reconnaissances magnétiques publicó en 1890 un adelanto de sus observaciones sobre el magnetismo, efectuadas en sus numerosos viajes al Mar Rojo y al Levante mediterráneo. Una relación general de los viajes de los dos hermanos fue publicada por Arnaud en 1868, con el título de Douze ans dans la Haute Éthiopie.

## El Padre de los Vascos

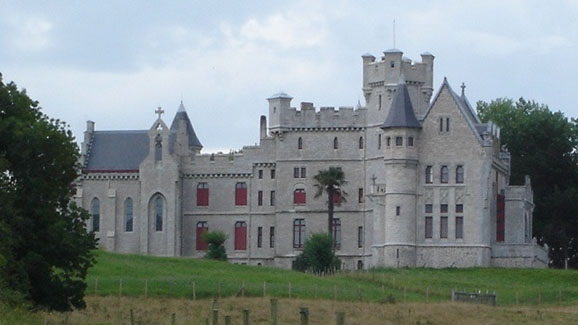
"Chateau d Abbadie" en Hendaya (Francia).

Tuvo una intensa relación con la cultura vasca, por la influencia de su padre originario de Sola, en el País Vasco-Francés y porque vivió en Urrugne en el Labort. A los 26 años conoció a Augustin Chaho. A la vuelta de sus viajes se estableció en Hendaya, donde, con dinero heredado de su padre quien ganó una fortuna por el negocio del vino, por completo al ser hijo primero, hizo construir el Castillo de Abbadie, obra del arquitecto Eugène Viollet-le-Duc. Fue un mecenas de publicaciones y competiciones literarias vascas. Fue conocido como "el padre de los vascos" y él mismo reivindicó el Zazpiak Bat para Vasconia. Fundó la Sociedad Lingüística de París. Organizó los llamados Juegos Florales (competiciones literarias vascas) en Urrugne, Sare, Saint-Palais[...] siendo el primero en impulsarlos en la Alta Navarra, en Elizondo, el 25 de julio de 1879, con la Asociación Euskara de Navarra. En palabras del escritor Patri Urkizu, "fue el mecenas y promotor principal del resurgir de la lengua y la literatura vasca con la creación de los juegos florales en 1851 [...] de ahí el sobrenombre de 'Euskaldunen Aita' (padre de los vascos)".
Murió en 1897 y dejó a la Academia de las Ciencias Francesa una propiedad en los Pirineos, que producía una renta anual de 40.000 francos, para la realización, en los siguientes 50 años, de un catálogo de medio millón de estrellas. Su hermano Arnaud había fallecido anteriormente, en 1893.

## Condecoraciones
Antoine y su hermano Arnaud recibieron la medalla de oro de la Sociedad de geografía de París en 1850. Antoine fue hecho caballero de la Legión de Honor y se convirtió en miembro de la Academia de las Ciencias Francesa.

## Obra literaria

### En euskera
- Zuberoatikaco gutun bat. 1864

### Acerca del euskera
- Études grammaticales sur la langue euskarienne. 1836
- Le Dictionnaire de Chaho. 1854
- Lettres sur l'orthographe basque. 1854
- Travaux récents sur la langue basque. 1859
- Sur la carte de la langue basque. 1868
- Le basque et le berbère. 1873
- Lettre sur la préservation de la langue basque. 1895

### Historia y exploraciones
- Lettre de M. Antoine d'Abbadie à lord Clifford sur l'Abyssinie, J.-B. Pélagaud, Lyon, 1853 en línea
- Instructions pour les voyages d'exploration. 1867 en línea
- L'Abyssinie et le roi Théodoros. 1868
- Monnaie d'Éthiopie. 1868
- Credo d'un vieux voyageur. 1884
- Des conquêtes faites en Abyssinie au XVIe siècle par l'imam Muhammad Ahmad dit Grâgne ; version française de la chronique arabe du Chahâb ad-Dîʼ Ahmad, publicación comenzada por Antoine d'Abbadie, terminó el Dr. Philippe Paulitschke, E. Bouillon, Paris, 1898 en línea

### Ciencia
- Catalogue raisonné de manuscrits éthiopiens, París 1859 en línea
- Résumé Géodésique des positions déterminées en Éthiopie, París 1859
- Géodésie d'Ethiopie ou Triangulation d'une patrie de la haute Éthiopie 4 vol. Gauthier-Villars, París 1860-73 en línea
- Observations relatives à la physique du globe, faites au Brésil et en Éthiopie Gauthier-Villars, París 1873
- Recherches sur la verticale 1881
- Dictionnaire de la langue Amariñña
- Reconnaissances magnétiques, París 1890